# Nadia Styger
Nadia Styger (Sattel, 11 dicembre 1978) è un'ex sciatrice alpina svizzera.

## Biografia

### Stagioni 1995-2002
Attiva in gare FIS dal dicembre del 1994, la Styger esordì in Coppa Europa in occasione dello slalom speciale disputato a Špindlerův Mlýn il 9 dicembre 1995, che non completò; nel 1997 vinse la medaglia di bronzo nella discesa libera ai Mondiali juniores di Schladming.
In Coppa Europa ottenne il primo podio il 14 gennaio 1999 a Veysonnaz, quando si piazzò 3ª in discesa libera, e l'unica vittoria il 28 gennaio successivo ad Altenmarkt-Zauchensee in supergigante; nello stesso anno, il 27 febbraio, esordì in Coppa del Mondo disputando la discesa libera di Åre e piazzandosi al 20º posto.

### Stagioni 2003-2006
Debuttò ai Campionati mondiali in occasione della rassegna iridata di Sankt Moritz 2003, nella quale si classificò 20ª nello slalom gigante; un mese dopo, il 14 marzo a Piancavallo, salì per l'ultima volta sul podio in Coppa Europa (3ª in discesa libera).
Conquistò il primo podio in Coppa del Mondo l'11 marzo 2004 vincendo il supergigante di Sestriere; l'anno dopo ai Mondiali di Bormio/Santa Caterina Valfurva 2005 si classificò 9ª nella discesa libera, 8ª nel supergigante e non completò lo slalom gigante, mentre ai suoi primi Giochi olimpici invernali, Torino 2006, la sciatrice si piazzò 5ª nella discesa libera, 35ª nel supergigante e 24ª nello slalom gigante.

### Stagioni 2007-2010
Ai Mondiali di Åre 2007 vinse la medaglia di bronzo nella gara a squadre, si classificò 4ª nella discesa libera, 7ª nel supergigante e non completò lo slalom gigante; l'anno dopo vinse a Whistler la sua ultima gara di Coppa del Mondo, la discesa libera del 22 febbraio, e ai Mondiali di Val-d'Isère 2009, sua ultima presenza iridata, non completò la discesa libera.
Alle sue ultime Olimpiadi, Vancouver 2010, la Styger fu 12ª nella discesa libera e 6ª nel supergigante; si congedò dalla Coppa del Mondo con un ultimo podio, il 3º posto ottenuto nel supergigante di Garmisch-Partenkirchen del 12 marzo, e dal Circo bianco vincendo la sua ultima medaglia ai Campionati svizzeri, l'argento nello slalom gigante di Hoch-Ybrig del 22 marzo successivo.

## Palmarès

### Mondiali
- 1 medaglia:
  - 1 bronzo (gara a squadre a Åre 2007)

### Mondiali juniores
- 1 medaglia:
  - 1 bronzo (discesa libera a Schladming 1997)

### Coppa del Mondo
- Miglior piazzamento in classifica generale: 11ª nel 2004 e nel 2006
- 6 podi (1 in discesa libera, 5 in supergigante):
  - 4 vittorie
  - 1 secondo posto
  - 1 terzo posto

#### Coppa del Mondo - vittorie
| Data             | Località              | Paese       | Specialità |
| ---------------- | --------------------- | ----------- | ---------- |
| 11 marzo 2004    | Sestriere             | Italia      | SG         |
| 9 dicembre 2005  | Aspen                 | Stati Uniti | SG         |
| 3 marzo 2006     | Lillehammer Kvitfjell | Norvegia    | SG         |
| 22 febbraio 2008 | Whistler              | Canada      | DH         |

Legenda:

DH = discesa libera

SG = supergigante

#### Coppa del Mondo - gare a squadre
- 1 podio:
  - 1 secondo posto

### Coppa Europa
- Miglior piazzamento in classifica generale: 4ª nel 1999
- 3 podi:
  - 1 vittoria
  - 2 terzi posti

#### Coppa Europa - vittorie
| Data            | Località              | Paese   | Specialità |
| --------------- | --------------------- | ------- | ---------- |
| 28 gennaio 1999 | Altenmarkt-Zauchensee | Austria | SG         |

Legenda:

SG = supergigante

### Campionati svizzeri
- 15 medaglie[1]:
  - 6 ori (supergigante nel 1999; supergigante nel 2000; discesa libera nel 2003; discesa libera nel 2005; discesa libera, supergigante nel 2006)
  - 6 argenti (discesa libera nel 1999; combinata[senza fonte] nel 2000; slalom gigante, combinata[senza fonte] nel 2003; supergigante nel 2004; slalom gigante nel 2010)
  - 3 bronzi (slalom gigante nel 2000; slalom gigante nel 2005; discesa libera nel 2007)